# Mathieu Denoël
Mathieu Denoël (* 1974 in Lüttich) ist ein belgischer Herpetologe.

## Leben
Nach seinem Biologiestudium an der Universität Lüttich wurde er 2001 über die evolutionäre Ökologie der Pädomorphose (Neotenie) beim Alpenmolch zum Doktor promoviert. Von 2001 bis 2004 arbeitete er als Post-Doc an drei Hauptthemen: adaptive Bedeutung von alternativen Morphen, sexuelle Selektion und Naturschutzbiologie.
Er ist Direktor des Labors für Ökologie und Naturschutz von Amphibien (Laboratoire d’Ecologie et de Conservation des Amphibiens (LECA)) in Lüttich. Seine Forschung konzentriert sich auf die Evolution der phänotypischen Plastizität bei Amphibien, die sowohl im Labor als auch im Freiland durchgeführt wird, darunter in den Alpen, im Causse du Larzac, im Apennin, in Kantabrien, im Pindos und in den Rocky Mountains. Seine Studien konzentrieren sich auf unterschiedliche Bereiche der Herpetologie, darunter Nahrungsgewohnheiten, Habitatswahl, Skeletchronologie, Populationsdynamik, Biogeographie, Naturschutz, Molekular- und Landschaftsökologie, invasive Arten und Ökotoxikologie. Er arbeitet mit mehreren Labors in Österreich, Frankreich, Italien, Serbien und den USA zusammen und er hat zahlreiche Forschungsarbeiten in einer Vielzahl von internationalen Fachzeitschriften veröffentlicht, darunter in Animal Behaviour, Behavioral Ecology and Sociobiology, Biological Journal of the Linnean Society, Journal of Biogeography, Journal of Herpetolology sowie in den Proceedings of the Royal Society of London. Denoël ist seit 1991 Mitglied und seit 2017 Präsident der Societas Europaea Herpetologica (SEH). Ferner ist er Mitglied in der Asociación Herpetológica Española, der American Society of Ichthyologists and Herpetologists, der British Herpetological Society, der Herpetologists’ League, der International Society for the Study and Conservation of Amphibians, in der Österreichischen Gesellschaft für Herpetologie, der Société Herpétologique de France sowie in der Society for the Study of Amphibians and Reptiles. Er ist Gutachter für fünf führende herpetologische Fachzeitschriften, darunter seit 1998 für Amphibia-Reptilia und seit 2001 sitzt er im Redaktionsausschuss der Societas Europaea Herpetologica.